# 巴纳尔西
巴纳尔西（Banarsi），是印度恰蒂斯加尔邦Raipur县的一个城镇。总人口10648（2001年）。

## 人口
该地2001年总人口10648人，其中男性5521人，女性5127人；0—6岁人口1365人，其中男722人，女643人；识字率72.59%，其中男性为80.75%，女性为63.80%。